# Diversidad sexual en Comoras
Las personas del colectivo LGBT+ en Comoras se enfrentan a ciertos desafíos legales y sociales no experimentados por otros residentes. Las personas LGBT son encarceladas regularmente por el gobierno, recibiendo penas de hasta cinco años de cárcel. Además, se enfrentan a la estigmatización por parte de la población en general.

## Legislación y derechos
La actividad homosexual tanto masculina como femenina es ilegal en Comoras. Esta es penada con hasta cinco años de cárcel y multas de 50 mil a 1 millón de francos comorenses.

### Reconocimiento de las parejas del mismo sexo
No existe ningún tipo de reconocimiento hacia las parejas formadas por personas del mismo sexo en forma de matrimonio o de unión civil en Comoras, por ende, el estado de este país Africano tampoco reconoce a la familia homoparental. En Comoras no están prohibidas constitucionalmente las uniones civiles o el matrimonio entre personas del mismo sexo; sin embargo, es improbable que se apruebe un proyecto de ley en los próximos años que pueda permitir que las parejas del mismo sexo tengan el mismo derecho que las parejas heterosexuales a acceder a las uniones civiles o al matrimonio.

### Leyes y medidas antidiscriminación
Comoras no posee ningún tipo de legislación, norma, medida o artículo en el código penal que prohíba la discriminación por motivos de orientación sexual o identidad y expresión de género en áreas como en el acceso al empleo, la educación, los servicios de salud, el acceso a la justicia, la vivienda o el acceso a lugares y/o establecimientos tanto públicos o privados, entre otros.

### Leyes sobre crímenes de odio e incitación al odio
En la actualidad, el código penal de Comoras no criminaliza de ninguna forma las amenazas, los crímenes de odio o la incitación al odio si estos fuesen motivados por la orientación sexual o la identidad y expresión de género, de igual forma, tampoco se criminaliza el discurso de odio.

## Condiciones sociales
En 2010, el reporte de derechos humanos del Departamento de Estado de los Estados Unidos encontró que «las personas que participaban en actividades homosexuales no discutían públicamente su orientación sexual debido a la presión social. No existen organizaciones de lesbianas, gais, bisexuales ni transgénero en el país».